# SMS Nassau
SMS Nassau a fost prima navă mare de război din flota imperială germană, ea fiind denumită după provincia prusacă Hessen-Nassau. 

## Istoric
Nava Nassau a fost construită și pregătită pentru lansare pe apă la 22 iulie 1907, pentru înlocuirea cuirasatului vechi Bayern care urma să fie triată din cadrul marinei militare din Marea Nordului. Construcția navei a fost echivalentul german al navei engleze HMS Dreadnought, constructorii germani au observat din timp problemele de coordonare a artileriei la navele britanice și americane, problemă cauzată de tunuri cu calibru diferit. Lupta nvală de la Tsushima din mai 1905 a convins pe strategi că este necesară în viitor folosirea unei artilerii cu un calibru mai mare. Bătălia cea mai importantă la care a luat parte Nassau a fost bătălia navală de la Skagerrak (1916) din primul război mondial când a fost avarată prin focul artileriei și coliziunea cu nava britanică HMS Spitfire. Pierderile umane suferite au fost 11 morți și 16 răniți, după repararea stricăciunilor a fost la data de 10 iulie 1916 din nou pregătită de luptă. Conform Tratatului de la Versailles, Nassau a fost scoasă de pe lista navelor din flota germană (5 noiembrie 1919) fiind cedată Japoniei la data de 7 aprilie 1920 care la rândul o va vinde unei firme britanice.